# Antoine Maurice (1716-1795)
Ne pas confondre avec son père Antoine Maurice (1677-1756).
Pour les articles homonymes, voir Antoine Maurice et Maurice.
Antoine Maurice, né le 17 avril 1716 à Genève et mort le 23 juillet 1795 dans la même ville, est un pasteur de la République de Genève et un professeur en théologie.

## Biographie
Antoine Maurice, né le 17 avril 1716 à Genève, est le fils d'Antoine Maurice (1677-1756) et de Sophie-Dorothée Bonnet. 
Élève de son père, il suit des études de théologie à l'académie de Genève de 1732 à 1735. Il est pasteur à Genève et  professeur en théologie.
Il est mort le 23 juillet 1795 dans sa ville natale,.